# Phyllodactylus tuberculosus
Phyllodactylus tuberculosus är en ödleart som beskrevs av  Wiegmann 1834. Phyllodactylus tuberculosus ingår i släktet Phyllodactylus och familjen geckoödlor.

## Underarter
Arten delas in i följande underarter:
- P. t. ingeri
- P. t. magnus
- P. t. saxatilis
- P. t. tuberculosus